# Jurij Pastuchow
Jurij Pastuchow, ros. Юрий Пастухов (ur. 12 marca 1961) – rosyjski lekkoatleta specjalizujący się w rzucie młotem. W czasie swojej kariery reprezentował Związek Socjalistycznych Republik Radzieckich.
W 1979 r. zdobył w Bydgoszczy srebrny medal mistrzostw Europy juniorów, z wynikiem 67,18 m (za Igorem Nikulinem). W 1983 r. zdobył w Edmonton brązowy medal letniej uniwersjady, z wynikiem 73,38 m (za Jürim Tammem i Robertem Weirem).
Rekord życiowy w rzucie młotem: 77,56 – Leselidze 21/05/1983